# Лусакское соглашение о прекращении огня
Лусакское соглашение о прекращении огня было заключено в конце Второй конголезской войны для прекращения огня, освобождения военнопленных, а также для развёртывания международных сил по поддержанию мира под эгидой Организации Объединённых Наций. Главы государств Анголы, Демократической Республики Конго, Намибии, Руанды, Уганды, Замбии и Зимбабве подписали соглашение в Лусаке 10 июля 1999 года.

## Переговоры
Представители Сообщества развития Юга Африки, Организации африканского единства и ООН встретились 21—27 июня 1999 года в Лусаке и разработали соглашение о прекращении огня. Министры обороны и иностранных дел от сторон конфликта встречались с 29 июня по 7 июля для обсуждения договора.
Важную роль в подписании соглашения, в качестве Председателя Региональной инициативы за мир в Демократической Республике Конго, играл Президент Замбии Фредерик Чилуба.

## Условия договора
Стороны договорились прекратить все военные операции в течение 24 часов после подписания соглашения (Статья I, пункт 2, раздел С). Запрещались дальнейшие военные передвижения или передача вооружений на поле боя, все государства призывались к уважению прав человека и защите гражданских лиц (Статья I). Освобождались все военнопленные (Статья III, пункт 8), Международный Красный Крест должен был оказать помощь раненым (Статья III, пункт 9). Было дано согласие на развёртывание международных сил ООН по поддержанию мира (Статья XI) в соответствии с главой VII Устава ООН. В этом документе также была просьба к Организации африканского единства временно привлечь силы для поддержания мира в борьбе с группами боевиков, пока не прибудут силы ООН. Mwesiga Laurent Baregu и Chris Landsberg из Международной академии мира подвергли критике этот договор в 2003 году, заявив, Организация африканского единства была подавлена, а Сообщество развития Юга Африки больше не имело возможностей для разрешения конфликта.

## Реализация договора
15 июля 1999 года Генеральный секретарь ООН опубликовал доклад, согласно которому было рекомендовано направить наблюдательную миссию в ДР Конго. 23 июля Государственный департамент США объявил о своей поддержке миротворческой миссии. Освободительное движение Конго подписало соглашение 1 августа. Пять дней спустя Совет Безопасности ООН принял резолюцию 1258 о направлении офицеров связи в столицы стран, подписавших соглашение о прекращении огня и учредил совместную военную комиссию для контроля за её осуществлением. Конголезское объединение за демократию подписало соглашение 31 августа. Резолюцией 1273 Совет Безопасности учредил Миссию ООН в ДР Конго.